# میگل سامودیو
میگل انخل رامون سامودیو (اسپانیایی: Miguel Ángel Ramón Samudio‎؛ زادهٔ ۲۴ اوت ۱۹۸۶) بازیکن فوتبال اهل پاراگوئه است.
از باشگاه‌هایی که در آن بازی کرده‌است می‌توان به لیبرتاد، کروزیرو، آمریکا و کرتارو اشاره کرد.
وی همچنین در تیم ملی فوتبال پاراگوئه بازی کرده‌است.